# Roncador
Roncador é um município brasileiro do estado do Paraná.

## História
Por volta de 1920, uma Comissão Exploradora encarregada de demarcar a estrada que faria a ligação do Paraná ao Mato Grosso, instalou um acampamento que deu início ao povoado que localiza a sede do município de Roncador e extermínio ao povoado autóctone.
A colonização cresce e, por volta de 1923, chegam famílias de ascendência europeia à localidade, consolidando a invasão ao território dos nativos.
Entre suas belezas naturais, encontra-se a cachoeira do Rio Bonito, localizada no Distrito de Alto São João.
Criado através da Lei Estadual nº 4245 de 25 de julho de 1960, foi desmembrado de Campo Mourão.

## Geografia
Possui uma área é de 750,993 km² representando 0,3768 % do estado, 0,1333  % da região e 0,0088 % de todo o território brasileiro. Localiza-se a uma latitude 24°36'10" sul e a uma longitude 52°16'30" oeste, estando a uma altitude de 762 m. Sua população estimada em 2005 era de 11.370 habitantes.

### Demografia
Dados do Censo - 2000
População total: 13.631
- Urbana: 6.826
- Rural: 6.805
- Homens: 6.990
- Mulheres: 6.641

Índice de Desenvolvimento Humano (IDH-M): 0,701
- IDH-M Renda: 0,601
- IDH-M Longevidade: 0,685
- IDH-M Educação: 0,818

| Etnias   | Porcentagem |
| -------- | ----------- |
| Brancos  | 60,9%       |
| Pardos   | 34,6%       |
| Negros   | 2,8%        |
| Amarelos | 1,7%        |

## Administração
- Prefeito: Vivaldo Lessa Moreira (2021-2024)
- Vice-prefeito: Aline Kuchla
- Presidente da câmara:Antonio Martins